# No Shoes, No Shirt, No Problems
No Shoes, No Shirt, No Problems è il settimo album in studio del musicista country statunitense Kenny Chesney, pubblicato nel 2002.

## Tracce
1. Young – 3:56
2. I Remember – 4:52
3. A Lot of Things Different – 4:43
4. The Good Stuff – 3:20
5. Big Star – 3:59
6. On the Coast of Somewhere Beautiful – 3:34
7. Never Gonna Feel Like That Way Again – 3:53
8. Dreams – 4:11
9. No Shoes, No Shirt, No Problems – 3:31
10. Live Those Songs – 3:50
11. One Step Up – 5:53
12. I Can't Go There (acoustic version - Bonus track) – 3:45